# MH370: Flygplanet som försvann
MH370: Flygplanet som försvann (engelska: MH370: The Plane That Disappeared) är en brittisk dokumentärserie som hade premiär på strömningstjänsten Netflix den 8 mars 2023. Serien är regisserad av Louise Malkinson och den är baserad på det mystiska försvinnandet av Malaysia Airlines Flight 370 år 2014. Serien består av tre avsnitt.

## Handling
Den 8 mars 2014 försvinner Malaysia Airlines Flight 370 och samtliga 239 passagerarna ombord plötsligt och utan ett spår. Nio år efter händelsen söker fortfarande efterlevande familjemedlemmar, forskare, utredare och journalister efter förklaringar till försvinnandet.